# 1St Rudraguppe
1St Rudraguppe là một làng thuộc tehsil Virajpet, huyện Kodagu, bang Karnataka, Ấn Độ.